# Pogotowie Bojowe Polskiej Partii Socjalistycznej
Pogotowie Bojowe Polskiej Partii Socjalistycznej (Pogotowie Bojowe PPS, PB PPS) – konspiracyjna organizacja zbrojna Polskiej Partii Socjalistycznej, działająca na terytorium Królestwa Polskiego w latach 1917–1918 pod okupacją niemiecką i austriacką; znana publicznie jako Samoobrona Robotnicza.

## Tło historyczne

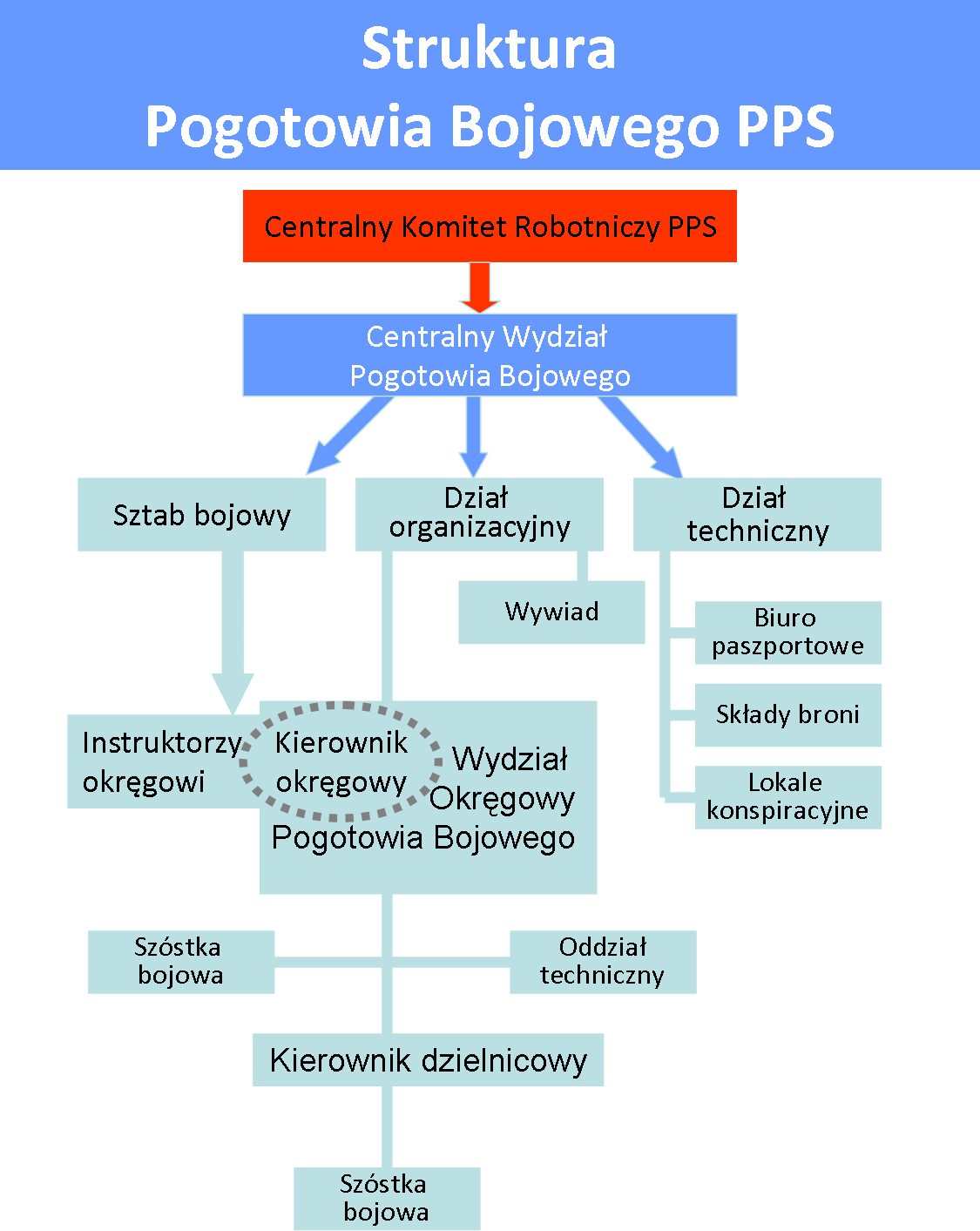

W sierpniu 1915 terytorium Królestwa Polskiego zostało zajęte przez wojska niemieckie i austriackie. Oddział Lotny Wojsk Polskich przestał istnieć. Znaczna część jego członków wstąpiła do I Brygady Legionów, a PPS przeszła do działalności półlegalnej. Na początku 1917 r. Tadeusz Szturm de Sztrem powrócił z wojska do Warszawy i nawiązał ponownie kontakt z Tomaszem Arciszewskim. Poinformował go o magazynowaniu broni i amunicji od 1915 roku i zaproponował utworzenie organizacji bojowej PPS. Arciszewski przekazał pomysł Centralnemu Komitetowi Robotniczemu PPS (CKR PPS). Kierownictwo PPS kategorycznie sprzeciwiło się tworzeniu własnej organizacji bojowej.
Nasilanie się  represji szczególnie okupanta niemieckiego, powstanie Tymczasowej Rady Stanu (TRS), podporządkowanie jej od 17 stycznia 1917 r. Polskiej Organizacji Wojskowej (POW) i obawy, jakie miało kierownictwo PPS, że Józef Piłsudski zgodzi się na ujawnienie POW spowodowały wyjście PPS z TRS. Równocześnie zaczęto tworzyć zakonspirowane komórki PPS.

## Utworzenie Pogotowia Bojowego
W lutym 1917 r. CKR PPS wyraził zgodę na rozpoczęcie przygotowań do utworzenia organizacji zbrojnej. Tadeusz Szturm de Sztrem rozpoczął ściąganie do Warszawy odpowiednich ludzi, głównie członków byłego Oddziału Lotnego Wojsk Polskich. Na żądania CKR PPS wyreklamowano z POW Józefa Korczaka "Piotra" i Stanisława Jareckiego "Jarosława". Pierwsza grupa bojowa powstała w Warszawie, było ściśle zakonspirowane nie tylko przed POW, ale także przed kierownictwem PPS. W grupie tej oprócz wymienionych Szturm de Sztrema, Korczaka i Janeckiego znaleźli się jeszcze Wacław Fabierkiewicz "Szymon" i Adam Landy "Niedzielski". Dowódcą grupy został najmłodszy z nich J. Korczak
W dniach 7-10 czerwca 1917 r. obradował w Piotrkowie XIII Zjazd PPS. Na podstawie uchwał zjazdu CKR PPS postanowiło powołać ściśle zakonspirowaną komórkę, która miała przygotować organizację zbrojną PPS podobną do istniejącej w latach 1904-1911 Organizacji Bojowej PPS. Zadanie to powierzono Tomaszowi Arciszewskiemu, który decyzją PPS objął kierownictwo Pogotowia Bojowego. Faktycznym dowódcą został Korczak. Oprócz Arciszewskiego wszyscy czołowi działacze byli poprzednio w Oddziale Lotnym.
Do końca 1917 roku opracowano zasady działalności i regulamin Pogotowia. Członków Pogotowia obowiązywała dyscyplina wojskowa. Członkowi składali przysięgę Prowadzono biuro paszportowe oraz tworzono oddziały terenowe. J. Korczak, S. Jarecki i W. Fabierkiewicz objechali ważniejsze ośrodki robotnicze tworząc okręgowe organizacje Pogotowia Bojowego. Na ich czele stali instruktorzy okręgowi. Z rozwojem organizacji terenowych część członków Pogotowia występowała z POW. Powoli narastały także konflikty z niektórymi komendantami okręgowymi POW.

### Ukonstytuowanie się Pogotowia Bojowego
Formalnie Pogotowie Bojowe zostało powołane na Konferencji Partyjnej PPS w Piotrkowie w końcu grudnia 1917 r. Zaraz po konferencji odbyło się posiedzenie Centralnego Wydziału Pogotowia z udziałem przedstawicieli okręgów. Centralny Wydział Pogotowia Bojowego (będący jego władzą naczelną) ukonstytuował się w następującym składzie: 
- Tomasz Arciszewski,
- Józef Kobiałko,
- Józef Korczak,
- Stanisław Jarecki,
- Tadeusz Szturm de Sztrem,
- Bronisław Ziemięcki.

Nieco później do Wydziału dołączyli 
- Wacław Fabierkiewicz,
- Ignacy Szczepaniak,
- Marian Malinowski,
- Mieczysław Mańkowski w sierpniu 1918 r.,
- Czesław Świrski w sierpniu 1918 r.

## Struktura Pogotowia Bojowego
Po ukonstytuowaniu Centralnego Wydziału Pogotowia struktura Pogotowia Bojowego była następująca: 
- Centralny Wydział Pogotowia Bojowego – przewodniczący T. Arciszewski[3] i członkowie wymienieni powyżej.
  - Sztab bojowy (kierownik Józef Korczak) – odpowiedzialny za przygotowywanie i przeprowadzanie akcji bojowych. Sztabowi podlegali instruktorzy okręgowi, którzy byli faktycznymi dowódcami w okręgach[4]
  - Dział organizacyjny (kierownik Stanisław Jarecki) – podlegał mu wywiad i instruktorzy objazdowi oraz Kierownicy okręgowi
  - Dział techniczny – gromadzenie broni, materiałów wybuchowych, zdobywanie lokali i  biuro paszportowe.

Według szacunkowych danych jesienią 1918 r. Pogotowie Bojowe liczyło około 1500 wyszkolonych członków skupionych w 13 okręgach.
Okręgi Pogotowia Bojowego
| Okręg            | Instruktor Okręgowy                                                                                    |
| ---------------- | --- |
| Warszawa         | Ignacy Szczepaniak "Biały" do IV 1918 Tadeusz Herfurt "Armak" od IV 1918                               |
| Lublin           | Józef Kobiałko "Walek"                                                                                 |
| Łódź             | Stanisław Jarecki "Jarosław" Antoni Purtal "Szczerba" do VII 1918 Józef Kasprzycki "Antek" od VII 1918 |
| Sosnowiec        | Aleksy Bień "Wiktor" do X 1917 Stefan Gawęda-Górski od X 1917                                          |
| Dąbrowa Górnicza | Jan Żurawski "Mazurkiewicz"                                                                            |
| Płock            | Edward Tułodziecki "Wiśniak" do VII 1918 Józef Kasprzycki "Antek" pod koniec 1918                      |
| Włocławek        | Aleksy Bień "Sosnowski" od X 1917 do I 1918                                                            |
| Siedlce          | Edward Makowski "Kain"                                                                                 |
| Częstochowa      | Antoni Wołowski "Zenon" od III 1918 Jan Żurawski "Mazurkiewicz"                                        |
| Kielce           | Franciszek Loeffler                                                                                    |
| Kutno            | Antoni Wołowski "Zenon" do III 1918                                                                    |
| Radom            | Stanisław Kępisz "Dąb"                                                                                 |
| Piotrków         | Ignacy Ciszewski "Ignac"                                                                               |

## Ważniejsze akcje Pogotowia Bojowego
- Obchody 100-lecia śmierci Tadeusza Kościuszki - ulotki, opanowania czołówki pochodu - 15 października 1917 r.
- Ochrona strajków politycznych i innych wystąpień organizowanych przez PPS.
- Zniszczenie transformatora na ul. Chłodniej w Warszawie (J. Korczak, S. Jarecki, E. Fidziński, B. Zundlewicz i jego brat) – luty 1918 r.
- Zniszczenie nakładu wydawanego przez Niemców  we Włocławku "Gońca Kujawskiego" - 23 stycznia 1918.
- Likwidacje zdrajców i prowokatorów
  - Na 2 agentów policji austriackiej w Lublinie - maj 1918 r.
  - Na prowokatora Prymusiewicza (trzykrotnie) w Warszawie (Ignacy Szczepaniak "Biały"  złapany przez Schutzpolizei - popełnił samobójstwo) – wiosną i latem 1918 r.
  - Na naczelnika niemieckiej policji politycznej dr Ericha Schultze w Warszawie (na polecenie Korczaka Antoni Purtal i Czesław Trojanowski "Leszek", osłaniani przez Jana Trzcińskiego "Długiego" - wykonali wyrok w centrum Warszawy)- 1 października 1918 r.
  - Na komisarza tajnej policji niemieckiej Żychliński w Warszawie - 3 października 1918 r.
  - Na komisarza austriackiej tajnej policji w Lublinie Terleckiego - pierwsza połowa października 1918 r.
- Konfiskaty
  - Konfiskata rządowych pieniędzy niemieckich w Warszawie (J. Korczak, K. Anders, Chrzanowski i T. Hołówka, który podczas strzelaniny został ranny) wiosna 1918.
  - Konfiskata  300 tys. koron, oraz broni we wsi Garbów pod Lublinem (Józef Kobiałko, Stanisław Dzięgielewski, Leon Prybe, Marian Buczek, Ferdynand Sarnowski, Władysław Lipniacki, Stanisław Zawisza) – 14 października 1918 r.
  - Konfiskata 20 tys. mk z niemieckiego monopolu tytoniowego w Płocku - październik 1918 r.

## Znaczenie Pogotowia Bojowego
Pogotowie Bojowe jako pierwsze podjęło walkę zbrojną z okupantem niemieckim i austriackim. Zbudowało strukturę konspiracyjną, która brała czynny udział w walce z wrogiem, rozbrajaniu oddziałów w listopadzie 1918 r. Liczące jesienią 1918 r. około 1500 zorganizowanych, przeszkolonych i zahartowanych w walce bojowników stało się główną siłą w utworzonej po uzyskaniu niepodległości Milicji Ludowej PPS.